# Tibro
Tibro ist ein Ort (tätort) in der schwedischen Provinz Västra Götalands län und der historischen Provinz Västergötland. Der Ort ist Hauptort der gleichnamigen Gemeinde.
Erste Erwähnung findet der Name Tydabro quern, der sich auf eine Mühle am Fluss Tidan bezog der durch den Ort fließt 1455. Der Name des Ortes setzt sich aus dem Flussnamen und dem schwedischen Wort bro für Brücke zusammen. Zum Jahreswechsel 1946/47 erhielt auch das Kirchspiel den Namen, das bis dahin Kyrkefalla hieß.
Tibro liegt etwa 20 Kilometer nordöstlich von Skövde, zwischen den Seen Vänern und Vättern. Der Ort kann als Möbelzentrum Schwedens bezeichnet werden. Etwa 80 Unternehmen dieser Branche, unter ihnen Mio, haben sich hier niedergelassen.

## Verkehr
Eine Eisenbahnverbindung von Skövde nach Karlsborg bestand seit dem 27. Juli 1876 mit der etwa 43 km langen Karlsborgbana. Tibro hatte an dieser Strecke einen Bahnhof. Die Elektrifizierung der eingleisigen Strecke erfolgte 1937. Die Gleise sind noch vorhanden.
Der Personenverkehr wurde 1986 eingestellt und der Güterverkehr Ende der 1990er Jahre. Trafikverket plant, die Strecke (Bandel 541) zwischen Karlsborg und Skövde abzureißen.
Der Abschnitt Tibro–Karlsborg wurde 2010 offiziell stillgelegt und der Abschnitt Skövde–Tibro folgte Ende 2018. Seit 2010 ist die Strecke ohne Unterhalt und befindet sich in einem schlechten Zustand. Danach ist geplant, das gesamte Gelände zu verkaufen, das dann für Fußgänger- und Radwege sowie lokale Straßen genutzt werden kann. Der Abriss soll 2022 beginnen und 2023 abgeschlossen sein.

## Söhne und Töchter der Stadt
- August Gustafsson (1875–1938), Tauzieher
- Ulf Johansson (* 1967), Biathlet
- Robin Söderling (* 1984), Tennisspieler
- Anton Strålman (* 1986), Eishockeyspieler
- Angelica Wallén (* 1986), Handballspielerin